# Käte Krakow
Käte Krakow (* 12. August 1918 in Stücken; † 2001) war eine deutsche Bildhauerin, Holzschneiderin, Plastikerin und Portraitier.

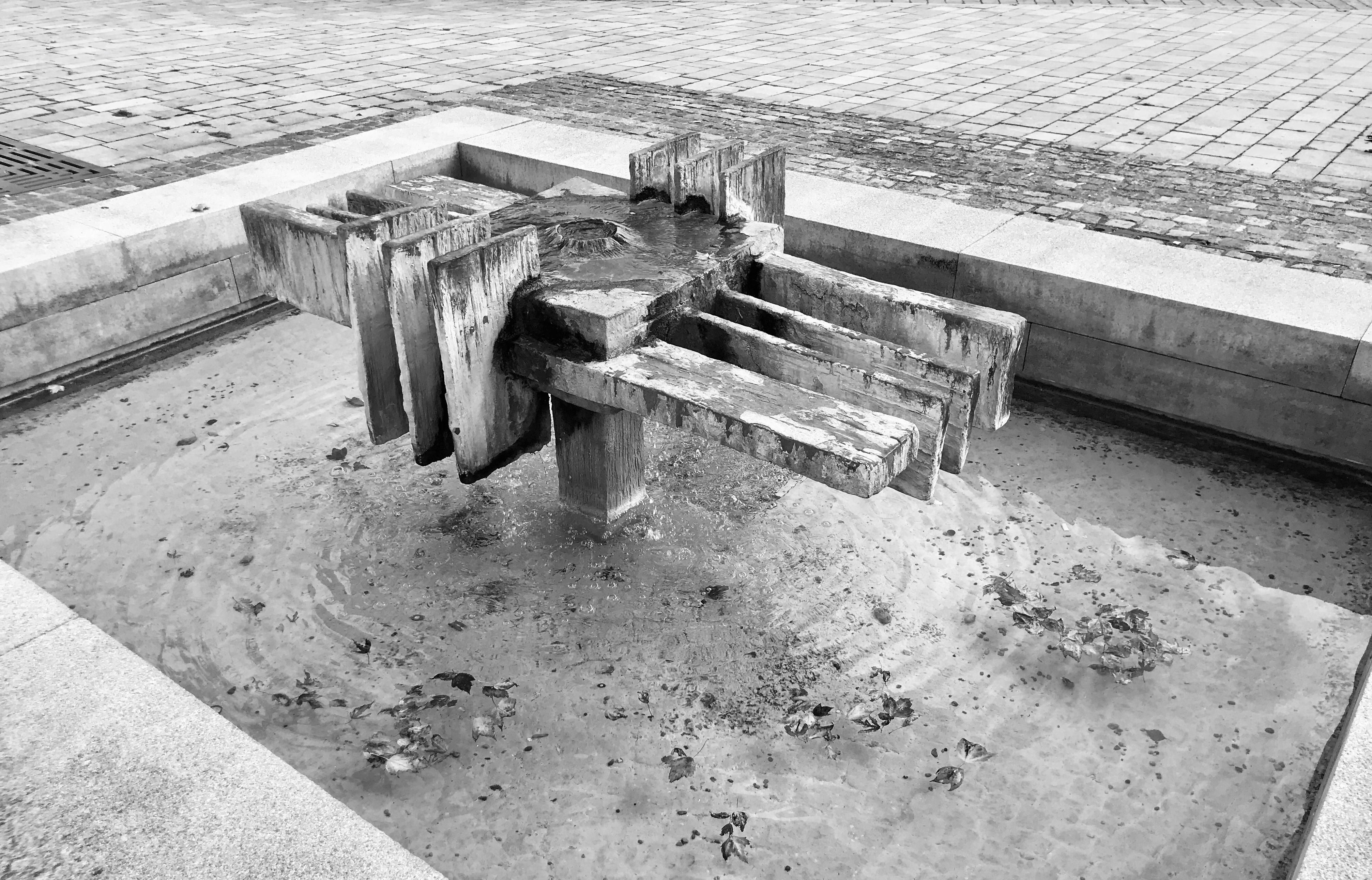
Kreuzbrunnen, Ingolstadt

## Werdegang
Käte Krakow war Tochter eines Studienrats für Musik. Sie studierte von 1940 bis 1941 Bildhauerei an der Kunstakademie Königsberg bei Stanislaus Cauer und zwischen 1941 und 1944 an der Akademie der Bildenden Künste München bei Josef Wackerle. Nach der ersten Ehe 1946 in München mit zwei Kindern folgte von 1952 bis 1961 ein längerer Lebensabschnitt in Heidelberg. 1961 eröffnete Krakow ein Atelier in Ingolstadt und hatte ihre zweite Ehe.

## Wirken
Krakow schuf Holzschnitte, Betonreliefs, Bronzeskulpturen, Sgraffiti, Porträts, Plastiken und Brunnen. Käte Krakow prägte, neben Federico von Rieger, Carl Otto Müller, Pius Eichlinger, Alois Schölß, Gustav Schneider, Karl August Tinti, Johannes Eppelein und Knut Schnurer, lange Zeit die Ingolstädter Kunstszene.

## Werk
Öffentliche Arbeiten

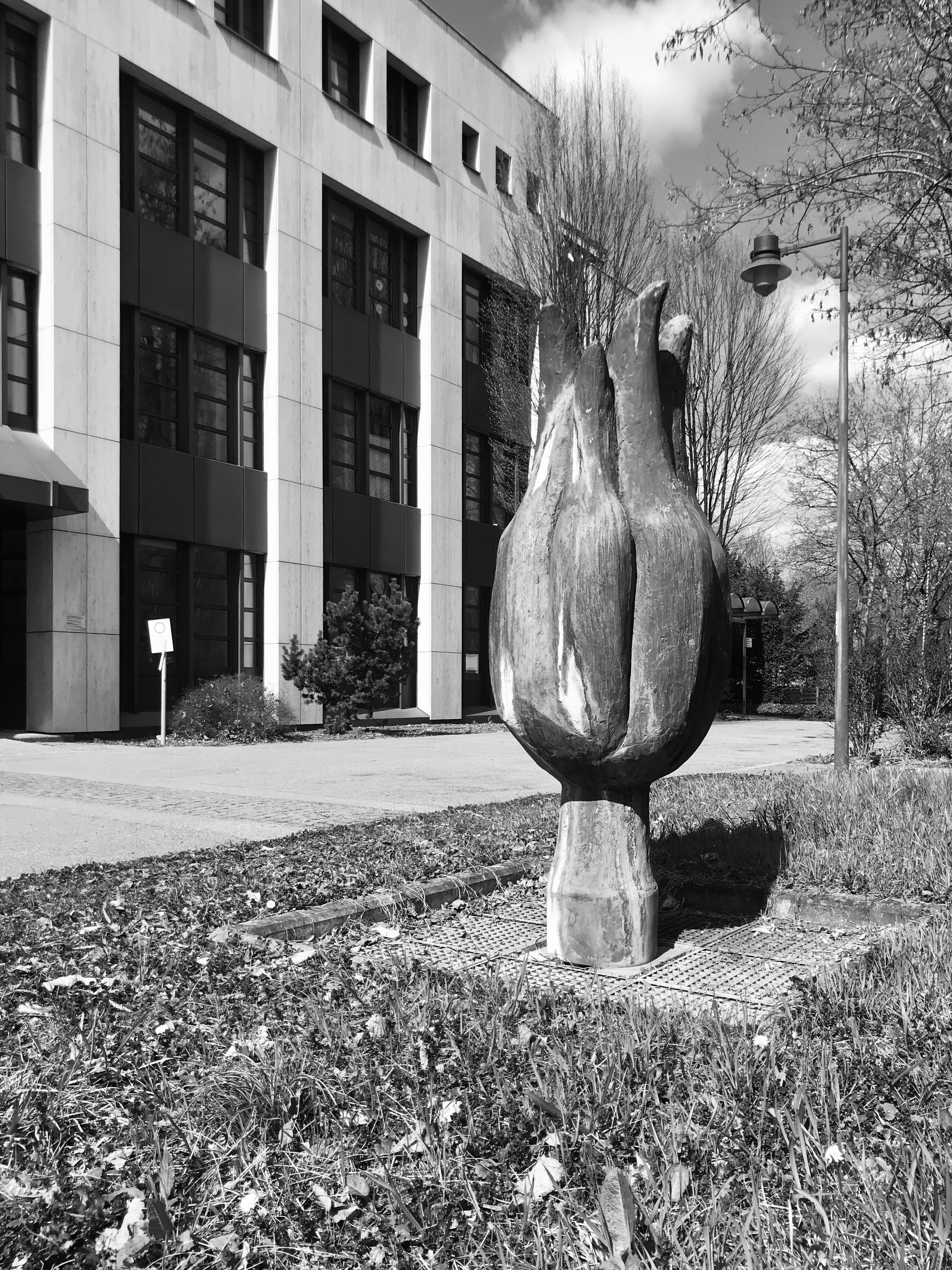
Flamme, Ingolstadt

„An Markttagen herrscht am Brunnen an der Ecke Gaimersheimer Straße/Liebigstraße reges Leben. Der Brunnen wurde 1970 aufgestellt und gehört zu den wenigen in der Stadt, deren Wasser kräftig sprudelt (auch bei Regen!). Der Entwurf stammt von der Ingolstädter Bildhauerin Käthe Krakow.“
„Brunnen, die städtebaulichen Anspruch erheben, entstehen nicht als realitätsenthobene einsame Träume. Sie nehmen vielmehr bewusst den vorgesehenen Standort in den Blick, versuchen Strukturen aufzunehmen bzw. ihnen kontrapunktisch Antwort zu geben. In Brunnen verdichtet sich nicht selten das, was von Platz und Bebauung vorgegeben ist, wie in einem Brennpunkt. Von dieser Art ist der Brunnen von Frau Käte Krakow. Das breit Hingelagerte der Geschäftsgebäude wird in der horizontalen Blockhaftigkeit des Brunnens aufgegriffen, wird aber dank der Aufständerung schwebend, die Horizontale erhält ihr Gegengewicht in vertikalen Strukturen, das Gewicht der Kräfte hebt sich auf, vollendet sich im Spiel des Wassers.“ Zitate von Kulturreferent und Stadtheimatpfleger Siegfried Hofmann
- 1965: Reiher, Schule Großmehring
- 1965: Stadtwappen von Ingolstadt
- 1965: Betonrelief, Grundschule Irgertsheim
- 1965: Mappe von Herbert Geier mit Arbeiten der Ingolstädter Künstler Johannes Eppelein, Pius Eichlinger, Käte Krakow, Gustav Schneider, Knut Schnurer und Liselotte Spreng[2]
- 1967: Sgraffito, Grundschule Riedenburg
- 1971: Kreuzbrunnen, Gaimersheimerstraße Ingolstadt (Architekt: Ludwig Geith)
- 1971: Geldpyramide, Sparkasse Ingolstadt
- 1974: Vegetariv, Grundschule Gaimersheim
- 1977: Jahreszeitenbaum, Peter-Steuart-Heim Ingolstadt (Architekt: Elfinger und Zahn, Rausch und Zitzelsperger)
- 1979: Die Familie, Johann-Nepomuk-von-Kurz-Schule Ingolstadt
- 1984: Flamme, Landratsamt Ingolstadt
- 1985: Nautilus, Reha-Klinik Kipfenberg
- 1986: Eltern mit Kind, Gemeinnützige Ingolstadt
- 1987: Taufschale, Pauluskirche Kaufering (Architekt: Theodor Henzler)[3]
- 2002: Plastik, Klenzepark Ingolstadt (posthum)[4]

Bronze-Porträts
- 1942: Stanislaus Cauer
- 1943: Selbstporträt
- 1964: Elley Ney
- 1974: Siegfried Hofmann
- 1984: Marieluise Fleißer, Stadttheater Ingolstadt
- 1987: Heinz Goerke Deutsches Medizinhistorisches Museum Ingolstadt
- 1990: Giesi Willner
- 1998: Selbstporträt

## Ausstellungen
Krakow hatte Einzelausstellungen in Paris, Athen und Wien.
- 1963: Neue Galerie, Kunstverein Ingolstadt
- 1998: Städtische Galerie Harderbastei, Ingolstadt mit Pius Eichlinger

## Auszeichnungen und Preise
- 1944: Kunstpreis der Landeshauptstadt München
- 1999: Kunstpreis der Stadt Ingolstadt